# Joseph Romain-Desfossés
Joseph-Romain Desfossés, dit « Romain-Desfossés », né à Gouesnou le 8 décembre 1798 et mort à Paris le 25 octobre 1864, est un amiral de France et homme politique français, grand-croix de la Légion d'honneur et médaillé militaire.
Il est député, ministres de la Marine sous la Deuxième République et sénateur sous le Second Empire. 

## Biographie

### Origines et famille
Joseph-Romain Desfossés est issu d'une famille originaire de l'ouest de la France en Vendée et Charente-Maritime. Son grand-père paternel est marin et son père commence sa carrière comme mousse et la termine au XIXe siècle comme capitaine de frégate (e.r.) en 1829 et chevalier de Saint-Louis. Son grand-père maternel est Antoine Babron peintre du Roi en poste à Brest. Son oncle Jean-Baptiste Antoine Babron est aussi officier dans la marine et est l'auteur du Précis des pratiques de l'art naval qui lui vaudra l'ordre de Saint-Louis par Louis XVIII, livre cosigné par Louis de France. Son grand-père maternel est d'origine normande tandis que sa grand-mère maternelle est d'origine noble du Pays de Léon, du Trégor et de Cornouaille, descendante des seigneurs du Quistillic. 
Il est l'aïeul de Jacques Romain-Desfossés dit Gaulois des Pitons, colonel (e.r.) dans l'armée française au XXe siècle, commandeur de la Légion d'honneur, croix de guerre 39-45 avec palmes, croix des TOE avec palmes, croix de la Valeur militaire avec palmes, président d'honneur de l'Union nationale des parachutistes, mort en 1998,.
Il est l'époux d'Hortense Guillou née à Landerneau en 1816. Ils ont deux fils également dans la Marine.

### Carrière dans la Marine française
Il fait ses premières armes à 9 ans comme mousse à bord du Cassard. À 12 ans, il passe aspirant de 2e classe sur la canonnière commandée par son père, alors lieutenant de vaisseau. En 1811 il est élève de l'école de marine de Brest. 
Il s'engage alors pour plusieurs années et poursuit une brillante carrière militaire dans la marine au cours de laquelle il participera à toutes les affaires maritimes de l'époque.
Enseigne de vaisseau en septembre 1819, lieutenant de vaisseau en décembre 1828, il fut ensuite attaché à l'état-major de l'amiral Grivel, préfet maritime de Brest.
Capitaine de la corvette La Loire (10 avril 1837), il fait ensuite croisière dans le Levant comme capitaine de vaisseau en second sur l'Iéna et accompagna en 1838 le prince de Joinville lors de la bataille de San Juan de Ulúa.
Nommé capitaine de vaisseau le 31 juillet 1841, il commande en chef la station de Madagascar de 1844 à 1847. Il conclut un traité avantageux avec l'iman de Mascate, fait une démonstration navale contre Madagascar en représailles à l'assassinat des commerçants Franco-Anglais de Tamatave en 1845, il bombarde la ville.

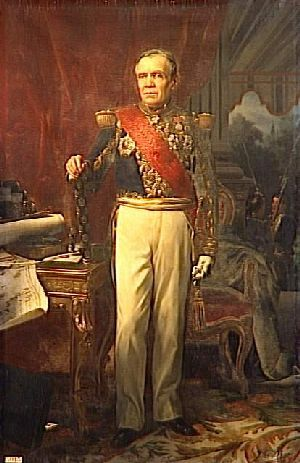
Romain-Joseph Desfossés, Amiral de France (1798-1864), Jules Rigo (Paris, 1810 ; Paris, 1880), Musée de l'Histoire de France (Versailles).

À son retour en France, il est nommé contre-amiral le 27 septembre 1847. Major Général de la Marine à Brest, il se présente aux élections de 1849 à la députation du Finistère, commençant ainsi sa carrière politique. Il est élu le 13 mai 1849 et siège au nom du parti bonapartiste (jusqu'au 2 décembre 1851).
Le 31 octobre 1849 il est appelé par le prince-président au ministère de la Marine et des colonies.
À ce poste, il fait notamment voter une indemnité pour les propriétaires d'esclave dépossédés. Il fait demander pour la presse des colonies une législation plus sévère et propose l'île de Nuku Hiva en tant que lieu de déportation.
Il quitte le ministère lorsque Louis-Napoléon Bonaparte se sépare de sa majorité en révoquant le général Changarnier de ses fonctions de commandant de la garde nationale (janvier 1851). Il prend par la suite le commandement en chef de l'escadre du Levant.
Fait Vice-amiral le 11 juin 1853, membre du Conseil d'Amirauté, président du comité des travaux de la marine, il est nommé sénateur le 20 mars 1855 et le resta jusqu'à sa mort.
Commandant en chef de l'escadre d'évolution, il reçoit la reine d'Angleterre à Cherbourg en février 1858. Le 9 août 1858, il est décoré de la médaille militaire en tant qu'officier général. Pendant la Campagne d'Italie (1859) menée contre l'Autriche, il commanda l'escadre de la Méditerranée et de l'Adriatique. Après cette campagne, il bombarde Tétouan pour venger une insulte faite au drapeau français.
Grand officier le 9 août 1850, il est fait grand-croix de la Légion d'honneur le 31 décembre 1859. 
Le 9 juillet 1860, il est promu Amiral de France, couronnement de sa carrière dans la Marine.
Il est aussi président du Conseil général du Finistère et de la Société de géographie de Paris. L’amiral Joseph Romain-Desfossés fut également président général de l’Œuvre des écoles d'Orient de 1861 jusqu’à sa mort survenue à Paris le 25 octobre 1864.

## Décorations
- Grand-croix de la Légion d'honneur (31 décembre 1859)
- Médaille militaire (9 août 1858)

## Sources et bibliographie
- « Desfossés (Joseph-Romain), dit Romain-Desfossés », dans Adolphe Robert et Gaston Cougny, Dictionnaire des parlementaires français, Edgar Bourloton, 1889-1891 [détail de l’édition] [texte sur Sycomore]
- P. Levot, A. Doneaud, Les gloires maritimes de la France. Notices biographiques sur les plus célèbres marins, Arthus Bertrand éditeur, Paris, 1866, p. 450-453 (lire en ligne)
- Michel Wattel et Béatrice Wattel (préf. André Damien), Les Grand’Croix de la Légion d’honneur : De 1805 à nos jours, titulaires français et étrangers, Paris, Archives et Culture, 2009, 701 p. (ISBN 978-2-35077-135-9), p. 144-145.